# Ujō Noguchi
Ujō Noguchi (野口 雨情, Noguchi Ujō), né Eikichi Noguchi (野口 英吉, Noguchi Eikichi) 29 mai 1882 - 27 janvier 1945, est un poète et parolier japonais de chansons pour enfants et de musique traditionnelle folklorique min'yō. Il est l'auteur de quelques-unes des pièces les plus aimées et familières pour enfants et chorales de jeunes telle que Akai Kutsu (en) (« Chaussures rouges »). Avec Hakushū Kitahara et Saijō Yaso, il est considéré comme l'un des trois grands poètes et compositeurs de chansons pour enfants du Japon.

## Jeunesse
Ujō Noguchi naît avec le nom Eikichi Noguchi (野口 英吉) ou 栄吉 dans l'ancien bourg d'Isohara de la préfecture d'Ibaraki, à présent incorporé dans la partie centrale de ville de Kitaibaraki.

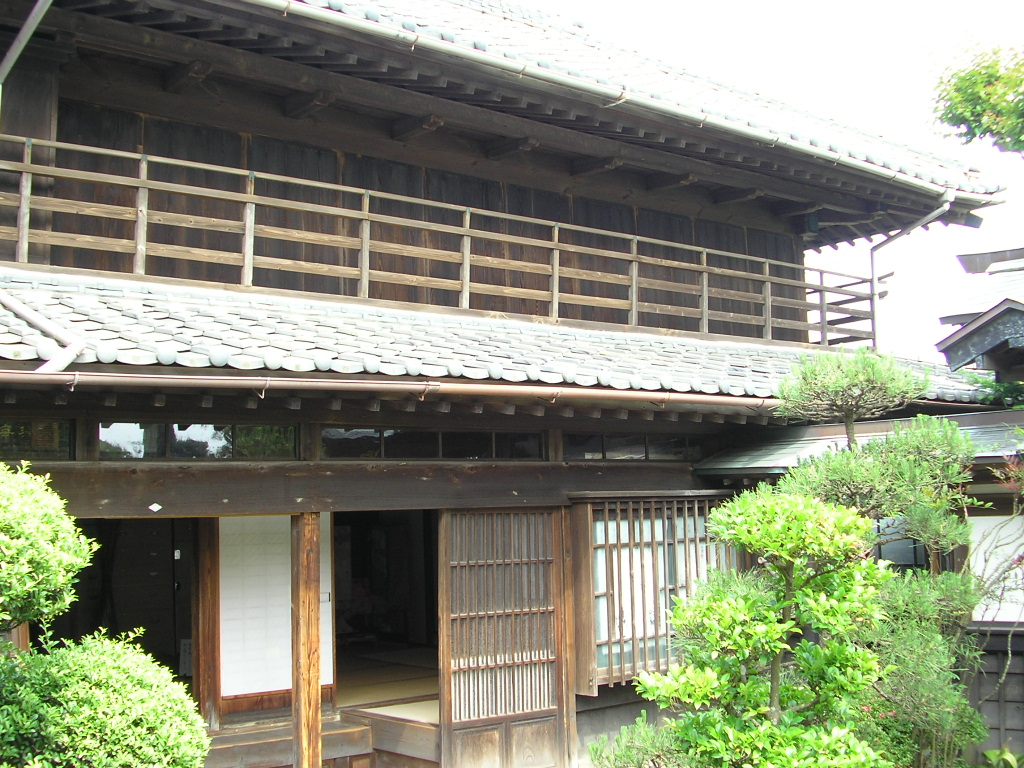
Maison natale de Noguchi à Isohara, Kitaibaraki

Il est le fils ainé de Ryōhei (量平), grossiste en cargaison maritime et de Teru (てる). Sa famille est renommée et prétend descendre de Kusunoki Masasue (ja), frère cadet de Kusunoki Masashige.
Après avoir terminé sa scolarité dans sa ville natale, Eikichi s'installe dans la capitale en 1897 et fréquente un lycée où il commence à composer des haiku. Il poursuit ses études au Tokyo Senmon Gakkō, précurseur de l'université Waseda où il est suivi par le romancier Tsubouchi Shōyō. En 1901, il se prend de passion pour le shintaishi ou mouvement de la « poésie de forme nouvelle ». Il quitte l'université après un an afin de se consacrer à la poésie,.

## Chef de famille
La faillite de l'entreprise de son père et le décès de ce dernier en 1904 le contraignent à retourner dans sa ville natale en tant que chef de famille.
La famille a déjà arrangé le mariage d'Eikichi avec la fille d'un riche financier de la préfecture de Tochigi comme moyen de sauver la fortune familiale déclinante. Eikichi épouse Hiro Takashio (高塩 ひろ) en 1904 alors que tous deux ont 23 ans. Conclu avec réticence, le mariage est voué à l'échec.
Eikichi s'adonne à l'alcool même lorsqu'il travaille sur sa poésie. Il forme un salon où les poètes peuvent critiquer leurs travaux respectifs. C'est à cette époque qu'Eikichi adopte le nom de plume « Ujō ». Il est alors en mesure de compter sur des fonds privés pour faire sa première publication, une collection de poèmes min'yō intitulés Karekusa (枯草) mais cela ne lui rapporte ni reconnaissance ni aisance.
Hiro donne naissance à leur premier enfant, Masao, en mars 1906. En juin de cette même année, Ujō voyage à Sakhaline pour ce qui se termine par un échec commercial,. Il s'est rendu à Korsakov avec une geisha qui s'enfuit avec la plus grande partie de son capital d'investissement. Il essaye de faire un profit en expédiant par train une cargaison de pommes à Tokyo mais pour son malheur, les pommes sont pourries au moment où elles arrivent à destination.
Hiro vient à Tokyo pour l'exhorter à rentrer chez eux mais Noguchi lui répond qu'il reste à Tokyo et va devenir poète. En janvier 1907, il fonde un magazine mensuel de chansons folkloriques, Asabana Yobana(?) (『朝花夜花』), sans succès. Lui et ses associés Gyofū Sōma (ja) et Rofū Miki
fondent la Waseda shisha (« Société poétique Waseda ») et doivent se réunir tous les deux mois.
Noguchi se retrouve bientôt en Hokkaido où il essaye de gagner sa vie comme correspondant de presse. Il fait ses débuts auprès du Hokumei Shimbun (北鳴新聞), petit journal de Sapporo où il travaille de 1906 à 1909,,. Hiro et son fils finissent par le rejoindre.
Lorsque le journal Otaru Nippo (小樽日報) est créé dans la ville d'Otaru, Noguchi et Takuboku Ishikawa, de quatre ans son ainé, sont engagés et deviennent collègues pendant une brève période. Ils se sont rencontrés auparavant à Sapporo et dans son journal en date du 23 septembre 1907, Takuboku décrit sa première impression de Noguchi comme étant « doux et poli, avec une moustache noire et de toute évidence d'un caractère introverti ». Dans Kanashiki omoide, Takuboku ajoute que Noguchi était « très porté à l'autodérision et dirait -goansu au lieu de -masu » et poursuit en écrivant que l'homme était moins que fringant et avait certaines bizarreries distinctes dans sa prononciation. Ils deviennent rapidement amis. Noguchi essaye d'organiser une éviction du rédacteur en chef du journal et se retrouve licencié en conséquence.
À peu près à cette époque (octobre 1907), l'épouse de Noguchi donne naissance à une fille, Midori, qui meurt huit jours après. Noguchi aurait écrit les paroles de Shabondama (« Bulles de savon ») en 1922 quand il évoque une bulle soufflée d'une paille qui éclate et disparaît avant de s'élever dans l'air en souvenir de son propre enfant mort sans possibilité de vivre sa vie,.
Noguchi rejoint le The Hokkai Times (北海タイムス) et travaille pour trois autres journaux avant de déménager en Hokkaidō. Au moment de quitter Hokkaidō, il retourne brièvement dans sa ville natale avant de revenir à Tokyo, époque durant laquelle il travaille pour six journaux.
À la mort de sa mère en 1911, il retourne de nouveau dans sa ville natale afin de gérer les forêts et exploitations forestières familiales. Il n'a pas abandonné de bonne grâce la littérature et déteste son gagne-pain.

## Divorce de Hiro
En 1914, Noguchi se rend au onsen d'Iwaki dans la préfecture de Fukushima pour soigner ses hémorroïdes. Il est intimement engagé avec une responsable de maison de geisha nommée Kosumi (小すみ) (dont le véritable nom est Machi Akimura (明村まち)). Il commence à résider dans la maison de geisha Kashiwaya où il demeure trois ans et demi. En mai 1915, il obtient le divorce par consentement mutuel d'avec Hiro,. Noguchi obtient la garde de ses deux enfants et les élève.
En 1918, à l'âge de 36 ans, Noguchi se rend à Mito où il épouse Tsuru Nakazato (中里 つる). C'est à cette époque qu'il recommence à écrire de la poésie.

## Renommée littéraire

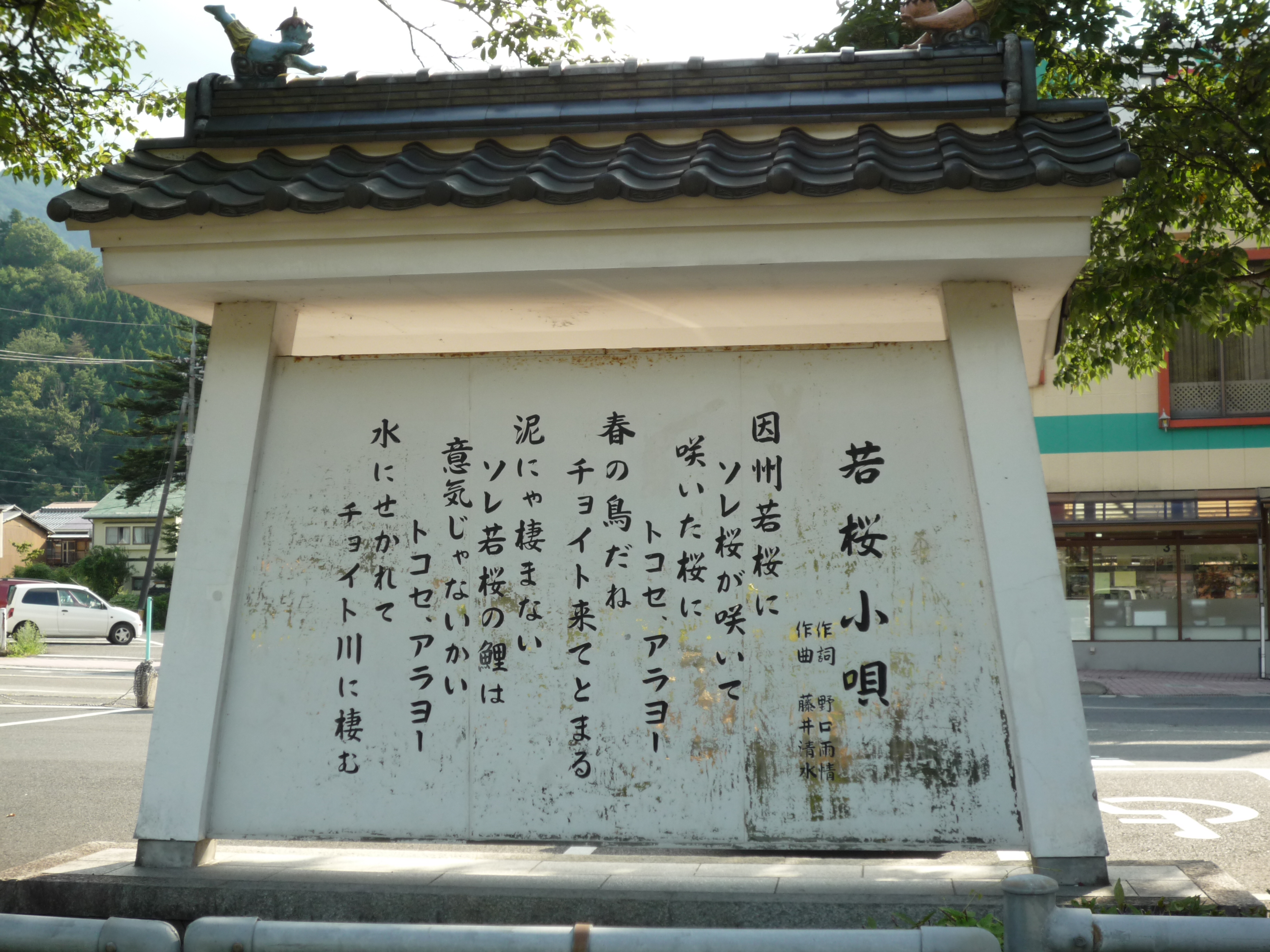
Plaque commémorative de Wakasa kouta à la gare de Wakasa

En 1919, Noguchi publie le recueil de poésie Tokai to Den'en (都会と田園) (« Urbanité et pastorale ») qui le fait réintégrer les cercles littéraires. Cette même année voit la création du magazine Kin no fune (『金の船』, « Navire d'or ») (plus tard appelé Kin no Hoshi) et par l'intermédiaire de Saijō Yaso, Ujō est à même de publier une série de chansons pour enfants à partir du mois de novembre. Associé avec des compositeurs tels que Shinpei Nakayama (中山晋平), Nagayo Motoori (ja) et le prolifique mais obscure Kiyomi Fujii (ja), Noguchi écrit un certain nombre de chansons classiques de renommée durable.
Lors de la récession qui suit la fin de la Seconde Guerre mondiale, la chanson folklorique min'yō Sendō kouta (ja) (« Chanson du batelier », 1921) de Noguchi et Nakayama, touche le public avec sa langueur mélancolique et son emploi du mode mineur pentatonique (五音短音階),,. Cette chanson est adaptée au cinéma en 1923 par le studios Shōchiku, l'année où le séisme de Kantō de 1923 frappe la région de Kantō. Cette même année, Noguchi écrit les paroles d'une autre chanson, mise en musique par Nakamura en 1928 et qui devient le succès Habu no uta (ja) dont l'action est située dans le port de l'île Izu Ōshima. La chanson est enregistrée par Chiyako Satō et le ténor Yoshie Fujiwara.
Les pièces pour enfants de Noguchi possèdent un « ton solitaire mélancolique » distinct (par rapport à d'autres auteurs-compositeurs de la période), comme il ressort de ces titres comme Jūgoya Otsukisan (十五夜お月さん, « Lune des moissons ») (« L'ancienne nounou a reçu son congé, la sœur cadette a été renvoyée, je voudrais rencontrer de nouveau ma mère »), Nanatsu no ko (七つの子) (« Pourquoi le corbeau pleure-t-il, car il a sept chers enfants qu'il a laissés dans son ancien nid dans les montagnes »), Aoi me no ningyō (青い眼の人形 (楽曲), « Poupée aux yeux bleu ») (« Je suis une poupée d'Amérique arrivée au port au Japon, je ne sais pas ce que ferai si je me perds ; l'adorable fille du Japon jouera-t-elle avec moi? »), Amefuri otsuki san (雨降りお月さん, « Lune de pluie ») (« Lorsque je me marierai, j'irai seul portant le karakasa »).
Noguchi est l'un des plus grands représentants du premier mouvement littéraire pour l'amélioration des contes et chansons pour enfants (contes de fées et comptines)  (「童話と童謡を創作する最初の文学的運動」), pour emprunter les mots souvent cités du manifeste Akai tori (ja) (bien que cette publication n'est pas celle dans laquelle Noguchi a publié ses œuvres). Le mouvement fait partie d'une marée de réforme libérale visant à changer la littérature, l'art et la musique pour enfants en réaction au « type moraliste et suppressif de l'individualité des chansons et des airs encouragés par le gouvernement » comme l'écrit le musicologue Saburō Sonobe (ja). Il convient de souligner que le mouvement n'était pas dédaigneux de l'ancien warabe-uta mais respectueux de celui-ci. Pour cette raison, des éducateurs tels que Michio Namekawa (ja) (i.e. du côté de l'établissement) caractérisent le mouvement simplement comme la « création de nouvelles chansons qui imprègnent l'esprit moderniste et qui puisent dans la tradition existante de la chanson populaire japonaise et des chansons pour enfants ».
En 1935 Noguchi ressuscite la société Nihon Minyō Kyōkai (différente de la société actuelle qui a été fondée en 1950) et devient son président. Il voyage beaucoup dans tout le Japon afin de composer des morceaux d'une tonalité locale. En janvier, la société de musique bouddhiste est fondée et Noguchi en est choisi comme pair. Il participe également à la création de la nouvelle musique bouddhiste et en favorise la propagation.
En 1943, il est victime d'une légère hémorragie cérébrale. Il meurt en 1945 dans la banlieue d'Utsunomiya où il avait été évacué pendant les bombardements de la Seconde Guerre mondiale.

## Autres œuvres
- Shojoji no oshosan (ja:証城寺の狸囃子)
- Kogane mushi (ja:こがね虫)
- Ano machi kono machi (ja:あの町この町)

## Honneur
L'astéroïde (27920) Noguchiujo est nommé en son honneur.